# Tenthras
Tenthras is een kevergeslacht uit de familie van de boktorren (Cerambycidae). De wetenschappelijke naam van het geslacht werd voor het eerst geldig gepubliceerd in 1864 door Thomson.

## Soorten
Tenthras omvat de volgende soorten:
- Tenthras obliteratus Thomson, 1864
- Tenthras setosus Monné & Tavakilian, 1990